# Feim Ibrahimi
Feim Ibrahimi (ur. 20 października 1935 w Gjirokastrze, zm. 2 sierpnia 1997 w Turynie) – albański kompozytor.

## Życiorys
W 1966 ukończył studia w Instytucie Sztuk w Tiranie, w klasie kompozycji, pod kierunkiem Tisha Daiji. Po studiach podjął pracę jako pedagog w Instytucie Sztuk w Tiranie, a także w Studiu Filmowym Nowa Albania. Skomponował muzykę do 8 filmów fabularnych.
W latach 1977–1991 kierował sekcją muzyczną w Lidze Pisarzy i Artystów Albanii. W 1991 został mianowany dyrektorem Teatru Opery i Baletu, ale rok później podał się do dymisji. Lata 90. były szczególnie twórczym okresem w jego życiu – w 1995 skomponował utwór De Profundis (zaprezentowany na Festiwalu Muzyki Elektronicznej w Bourges), a w 1997 romans E la tua veste è bianca, na motywach poezji Salvatore Quasimodo na sopran, fortepian i wiolonczelę. Do swojej śmierci prowadził zajęcia ze studentami z zakresu teorii kompozycji w Konserwatorium w Tiranie.

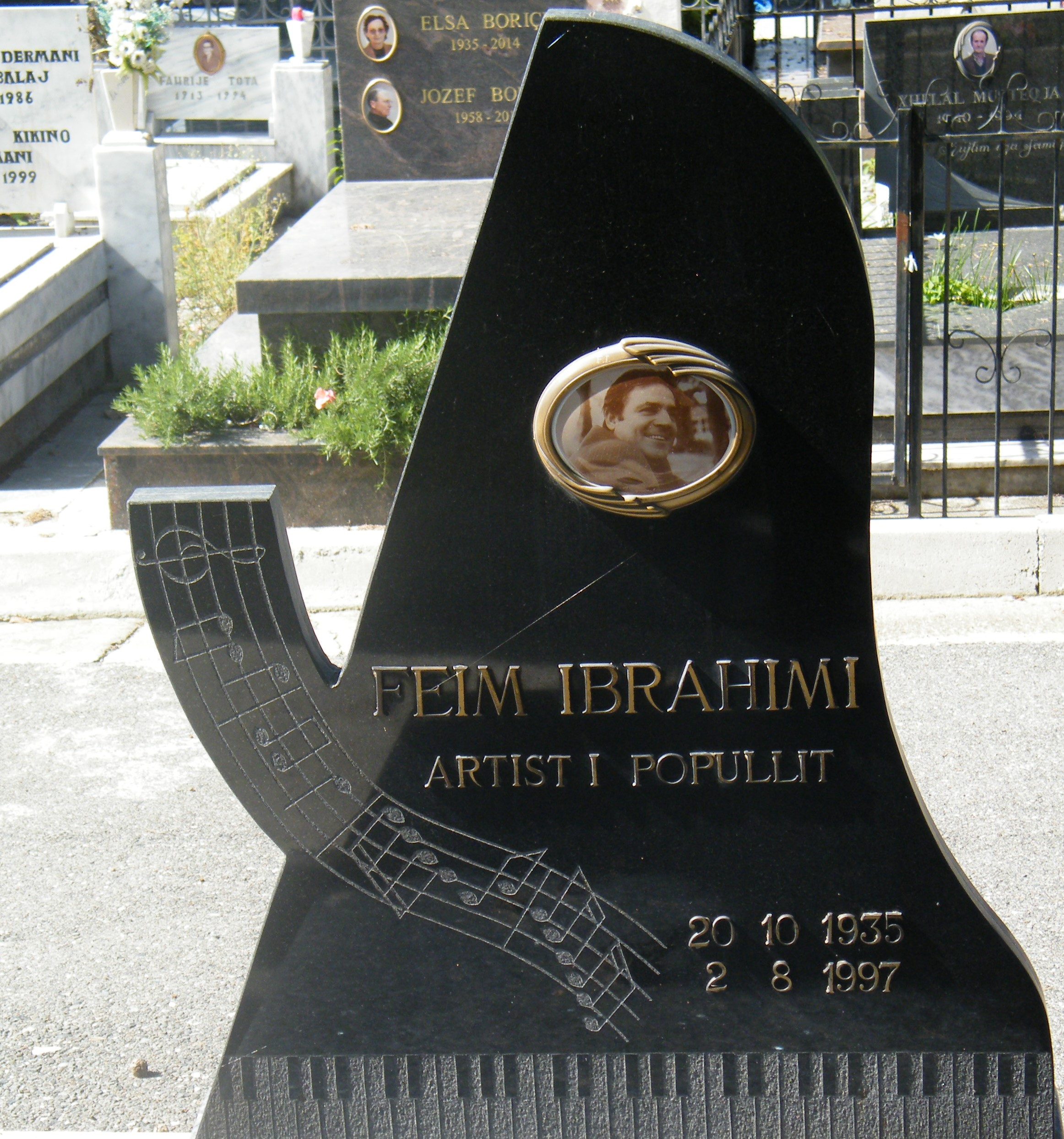
Grób Feima Ibrahimiego na cmentarzu Sharre w Tiranie

W 1989 został uhonorowany tytułem Artysty Ludu (alb. Artist i Popullit).
Był żonaty. Miał córkę, Etritę, znaną w Albanii pianistkę. Zmarł na atak serca.

## Muzyka filmowa
- 1967: Zwycięstwo nad śmiercią
- 1969: Dlaczego dudnią bębny
- 1971: Kiedy zajaśniał dzień
- 1976: Las wolności
- 1977: Upadek idoli
- 1979: Twarzą w twarz
- 1985: Niezaproszeni
- 1990: Ballada o Kurbinim

## Utwory instrumentalne
- 1968: Koncert na wiolonczelę
- 1970: Poemat symfoniczny
- 1971: Koncert fortepianowy nr. 1
- 1973: Rapsodia albańska nr. 1
- 1975: Koncert fortepianowy nr. 2
- 1982: Koncert na obój
- 1988: Symfonia na rożek angielski i harfę